# Richard Jutras
Richard Jutras (* 21. April 1958 in Montreal, Kanada) ist ein kanadischer Schauspieler.

## Leben
Richard Jutras stand bereits im Alter von 15 Jahren auf der Theaterbühne. Seitdem er die Figur des Lenny Metz in der von Tony Richardson inszenierten Literaturverfilmung Hotel New Hampshire auf der Leinwand debütierte, spielte Jutras sowohl beim französischsprachigen kanadischen als auch beim englischsprachigen US-amerikanischen Film mit.

## Filmografie (Auswahl)
- 1984: Hotel New Hampshire (The Hotel New Hampshire)
- 1990: Blutiger Engel (Descending Angel)
- 1992: Salz auf unserer Haut (Salt on Our Skin)
- 1994: Der Mutter entrissen (Million Dollar Babies)
- 1994: Highlander III – Die Legende (Highlander III – The Sorcerer)
- 1994–1995: Lady Cops (Sirens, Fernsehserie, fünf Folgen)
- 1994: Mrs. Parker und ihr lasterhafter Kreis (Mrs. Parker and the Vicious Circle)
- 1995: Die falsche Mörderin (The Wrong Woman)
- 1995: Hart aber herzlich: Max’ Vermächtnis (Hart to Hart: Two Harts in 3/4 Time)
- 1979–1998: Student Bodies (13 Folgen)
- 1998: Home Team – Ein treffsicheres Team (Home Team)
- 1999: 36 Stunden bis zum Tod (36 Hours to Die)
- 1999: Der magische Fahrstuhl (Time at the Top)
- 1999: Die Legende von Sleepy Hollow (The Legend of Sleepy Hollow)
- 2000: 2002 – Durchgeknallt im All (2001: A Space Travesty)
- 2000: Der große Gatsby (The Great Gatsby, Fernsehfilm)
- 2000: Ein ganz besonderes Weihnachtsfest (A Diva’s Christmas Carol)
- 2000: Keine halben Sachen (The Whole Nine Yards)
- 2002: Besessen (Obsessed)
- 2003: Sommer mit den Burggespenstern (Summer with the Ghosts)
- 2004: Das geheime Fenster (Secret Window)
- 2004: Sehnsüchtig (Wicker Park)
- 2005: Das verbotene Zimmer (Forbidden Secrets)
- 2007: I’m Not There
- 2012: Spieglein Spieglein – Die wirklich wahre Geschichte von Schneewittchen (Mirror Mirror)
- 2013: Die Karte meiner Träume (The Young and Prodigious T.S. Spivet)
- 2013: Exploding Sun – Wenn die Sonne explodiert (Exploding Sun, Fernsehzweiteiler)
- 2014: Bauernopfer – Spiel der Könige (Pawn Sacrifice)
- 2015: Stonewall
- 2019: The Twentieth Century
- 2020: Coroner – Fachgebiet Mord (Coroner, Fernsehserie, 1 Folge)